# Oxira nepalicola
Oxira nepalicola là một loài bướm đêm trong họ Noctuidae.